# Constable spécial (STM)
Un constable spécial de la STM (Société de transport de Montréal) est un agent de la paix.
En vertu de la Loi sur la police et assujetti à celle-ci, le constable spécial est nommé par le ministre de la Sécurité Publique du Québec par l’intermédiaire de la sous-ministre associée à la Direction générale adjointe principale aux affaires policières.
Le constable spécial ainsi nommé, pour la durée de l’emploi, prête serment devant un juge de la Cour du Québec.
Ayant le statut d’agent de la paix et les mêmes pouvoirs qu'un policier, les constables de la STM sont assujettis au Code de déontologie des policiers du Québec et donc à l’autorité du Commissaire à la déontologie policière qui permet, lorsque requis, au Bureau des enquêtes indépendantes (BEI) de se saisir d’enquêtes.
Les constables spéciaux de la STM constituent un corps d’agents de la paix unique au Québec.
Exerçant des tâches policières, ils sont spécialisés en sûreté des transports collectifs.
Le domaine de la sûreté des transports collectifs vise à protéger les moyens de transports de personnes de toute manœuvre criminelle. Elle est distincte de la sécurité des transports qui vise la protection contre les accidents dus à des défaillances (humaines ou matérielles) ou des causes environnementales.

## Mission et pouvoirs
Les constables spéciaux ont pour mission de maintenir la paix, l’ordre et la sécurité publique, de prévenir et de réprimer le crime et les infractions aux lois ou aux règlements municipaux et d’en rechercher les auteurs, tel qu’édicté à l’article 105 de Loi sur la police, et ce, selon la compétence qui leur est attribuée dans leur acte de nomination.
Les constables ont donc conséquemment des pouvoirs élargis découlant du statut d'agent de la paix mais essentiels et indispensables dans l'exécution de leurs fonctions policières.
Pour s’acquitter de leur mission, les constables de la STM peuvent exercer les pouvoirs suivants :
Procéder à des arrestations, des fouilles, des perquisitions et des saisies, avec ou sans mandat en vertu :
- du Code criminel (L.R.C., ch. C-46)
- du Code de procédure pénale (RLRQ, chapitre C-25.1)
- ou d’une autre loi fédérale

Procéder à des saisies en vertu de :
- l’article 73 de la Loi encadrant le cannabis.
- l’article 5 de la Loi visant à favoriser la protection des personnes à l’égard d’une activité impliquant des armes à feu.

Exclusivement dans l’intérêt public et dans le cadre de leurs fonctions, ils peuvent également appliquer les dispositions de loi suivantes :
- Les paragraphes 5° et 7.1° de l’article 386 et l’article 390 du Code de la sécurité routière (RLRQ, chapitre C-24.2)
- Les articles 4 et 5 de la Loi encadrant le cannabis (RLRQ, chapitre C-5.3)
- L’article 2 de la Loi visant à favoriser la protection des personnes à l’égard d’une activité impliquant des armes à feu (RLRQ, chapitre P-38.0001)

En vertu du pouvoir délégué par le directeur des poursuites criminelles et pénales et conformément aux articles 9 et 147 du Code de procédure pénale (RLRQ, c. C-25.1), le procureur en chef aux poursuites criminelles et pénales autorise les constables spéciaux œuvrant à la Société de transport de Montréal à délivrer des constats d’infraction au nom du Directeur des poursuites criminelles et pénales, sur le territoire décrit à son acte de nomination, pour toute infraction à l’une des dispositions prévues aux alinéas 5 et 7.1 de l’article 386 du Code de la sécurité routière (RLRQ, chapitre C-24.2), ainsi qu’à l’article 2 de la Loi visant à favoriser la protection des personnes à l’égard d’une activité impliquant des armes à feu (RLRQ, C. P-38.0001).
Les constables spéciaux de la STM appliquent donc le Code de la sécurité routière (CSR) provincial et sont autorisés à délivrer des constats d’infraction dans les voies de circulation réservées exclusivement à certains véhicules, dans une zone de débarcadère et dans une zone réservée exclusivement aux véhicules routiers affectés au transport public de personnes. Ils sont aussi autorisés à faire déplacer et remiser, aux frais de son propriétaire, un véhicule routier immobilisé. Les constats d’infraction sont issus du Bureau des infractions et amendes (BIA) du Ministère de la Justice du Québec (MJQ).
Concernant la protection des personnes à l’égard d’une activité impliquant des armes à feu, le constable qui a un motif raisonnable de croire qu’une personne est en possession d’une arme à feu au sens du Code criminel (L.R.C. 1985, c. C-46) peut, sans mandat, procéder à la fouille de cette personne et de son environnement immédiat et, le cas échéant, à la saisie de l’arme à feu qui est en sa possession. (RLRQ, C. P-38.0001 – Article 5).
Toute personne qui, volontairement, pose un geste sachant ou prévoyant que ce geste aura pour effet de nuire à l’exécution du travail d’un constable de la STM ou de le rendre plus difficile commet une entrave au travail d’un agent de la paix et est susceptible de poursuite en vertu du Code criminel (L.R.C., ch. C-46 – Article 129).

## Lois et règlements du transport en commun
Les constables spéciaux de la STM ont aussi compétence pour prévenir et réprimer les infractions de diverses lois et dispositions réglementaires ou pénales. Ils ont également le statut d'inspecteur leur imposant le devoir de veiller à l'application et au respect des lois suivantes ainsi qu’aux règlements qui en découlent:

## Mandats
Œuvrant au sein de la deuxième société de transport au Canada et troisième en importance en Amérique du Nord les constables spéciaux de la STM constituent un corps d’agents de la paix unique au Québec. Assumant et exerçant des tâches de nature policière et règlementaire, ils détiennent une expertise indéniable et sont reconnus comme des professionnels de la sécurité publique dans les transports collectifs.
Avec plus de 450 millions de déplacements réalisés chaque année, les constables font face à un éventail invraisemblable de situations au quotidien. De la personne âgée désorientée au trafiquant de drogue agressif, les constables désamorcent constamment des situations dangereuses et complexes.
Assurant un rôle de protection et de sécurité des clients et de plus de 11 000 employés, les constables sont présents jour et nuit, 365 jours par an, sur l’ensemble du réseau du transport collectif. Opérant en civil ou en uniforme, à pied ou en véhicule, ils répondent à des appels d’urgence 911, ils interviennent sur plusieurs territoires, ils procèdent à des arrestations avec ou sans mandat, et ce, à l’égard d’infractions criminelles ou pénales.
En plus d'exercer leurs fonctions policières avec comme mission de maintenir la paix, l'ordre et la sécurité publique, de prévenir et de réprimer le crime; les constables spéciaux participent concrètement à l’offre de service de la STM en priorisant les mandats suivants :

### Sentiment de sécurité de la clientèle et des employés
L’un des principaux mandats des constables est celui d'accompagner les clients et employés de la STM dans ses divers réseaux(métro, bus et transport adapté) afin d'assurer leur sécurité et leur sentiment de sécurité.
Répondant à des dizaines de milliers d’appels chaque année, les constables interviennent auprès d'individus aux prises avec des enjeux de santé mentale, criminalisés, intoxiqués par des drogues ou l'alcool mais également avec des personnes agitées, agressives ou malveillantes, qui représentent un risque pour la sécurité d’autrui ou pour eux-mêmes.
La ville de Montréal et la STM n’échappent pas au phénomène de l’itinérance, réalité dans tous les grands centres urbains. La mairesse, Valérie Plante, indiquait en septembre 2020 que le nombre de sans-abri avait doublé à Montréal en un an. Tout comme le Service de police de la Ville de Montréal (SPVM), une part considérable des appels reçus sont liés à des problèmes sociaux. Au quotidien, les constables interviennent en première ligne auprès de personnes itinérantes, en crise ou dont l’état mental est perturbé. Qu’il s’agisse d’incidents à bord des autobus ou dans le réseau de métro, cette triste réalité reflète une des nombreuses complexités du travail des constables spéciaux qui œuvrent dans le réseau du transport collectif.
Les appels et interventions des constables spéciaux de la STM sont passés de 26 134 en 2019 à 31 628 en 2020 puis à plus de 32 000 en 2021.
En 2022, ils ont répondu à plus de 42 000 appels liés à la criminalité ce qui correspond à plus de 100 appels par jour.
Formés pour utiliser la naloxone, l’antidote au fentanyl, les constables interviennent en cas de surdose aux opiacés et ont déjà sauvé de nombreuses vies. Au cours des trois premiers mois de l'année 2023, l’antidote pour contrer les surdoses fut administré à 15 reprises.

### Application des lois & règlements
En plus du Code criminel et des différentes lois, les constables ont aussi le devoir de veiller à l'application et au respect des règlements R.036 et R.4 concernant les normes de sécurité et de comportement des personnes dans le réseau de transport en commun.
Ils assurent également la protection de l’intégrité des revenus via le règlement R.3 sur les conditions au regard de la possession et de l’utilisation des titres de transport pour les services de transport collectif de la région métropolitaine.
Le pouvoir élargi des constables présents dans les villes, sur lesquelles s’étend le réseau de la STM, vient agir à titre complémentaire et spécialisé en appui aux fonctions policières des autres services de police et à leurs responsabilités sur leurs territoires respectifs. De multiples opérations conjointes sont d’ailleurs effectuées chaque année.
Qu’il s’agissent de prévenir ou de réprimer les infractions de diverses lois et dispositions réglementaires ou pénales, les constables travaillent en collaboration avec plusieurs services de police tel que le Service de Police de la Ville de Montréal (SPVM), le Service de Police de Laval (SPL), le Service de Police de l'agglomération de Longueuil (SPAL), le Service de Police du Canadien National (SPCN) ou encore le Service de Police du Canadien Pacifique (SPCP) avec lesquels ils participent également à des opérations de prévention et sensibilisation auprès du public,,.

### Fluidité des réseaux
Doté d’un pouvoir d’intervention accru et efficace pour répondre aux besoins des villes en matière de mobilité collective, les constables contribuent au maintien de la fluidité des réseaux en assurant le dégagement des voies et zones réservées présentant des situations d’entraves à la circulation ou des risques à la sécurité des clients, Ils agissent en partenariat avec les autres agences impliquées dans la réduction des entraves routières et interviennent dans les voies réservées qui, par définition, appartiennent aux villes. Ils procèdent à l’émission de constats sur la voie publique et/ou, le cas échéant, au remorquage des véhicules en infraction.
En assurant le maintien de la fluidité des réseaux par la gestion des mouvements de la clientèle et la prévention des entraves volontaires, ce corps d’agents de la paix est un service de ressources incontournables qui assure un rôle essentiel au bon déroulement de nombreux événements d’envergure internationale dans la deuxième ville la plus peuplée du Canada, Montréal, principale ville du Québec.
La région métropolitaine de Montréal rassemble près de 4,3 millions d'habitants, soit environ la moitié de la population du Québec. L’île de Montréal, à elle seule, rassemble plus de 2 millions d'habitants et accueille plus de 10 millions de touristes par an.
En termes d’achalandage, le métro de Montréal se hisse à la deuxième place en Amérique du Nord derrière celui de la ville de New York.
C’est grâce à leurs actions et expertises spécialisées en transport collectif, terrestre et souterrain, que les constables sont reconnus par leurs partenaires comme des alliés essentiels à la réalisation d’une offre de service d’une telle envergure.

### Sûreté des infrastructures
En contribuant à la sûreté d’exploitation par une approche basée sur la gestion des risques et menaces de sûreté, les constables veillent à prévenir l’apparition de menaces aux infrastructures, et ce, selon les normes internationales de gestion des risques de sûreté.
La sûreté des infrastructures, la gestion des risques et menaces à la sûreté des réseaux, des clients et des employés ainsi que la protection et la réduction, au minimum, des vulnérabilités des infrastructures essentielles critiques aux attaques terroristes font partie du mandat quotidien des constables de la STM. Ils sont épaulés dans ces tâches par une équipe d’enquêteurs ainsi que de leurs partenaires internes et externes.
Cela s’additionne à la gestion professionnelle des déplacements de la clientèle de masse afin d’assurer une fluidité sécuritaire et d’éviter que les menaces existantes ne se concrétisent.

## Territoire et juridictions
Conformément aux pouvoirs et aux conditions d’exercices prévues dans l’acte de nomination, les constables ont autorité dans les véhicules, les immeubles et les aires exploités par la Société de transport de Montréal (STM) et l’Autorité régionale de transport métropolitain (ARTM).
- Le territoire de l’Autorité régionale de transport métropolitain (ARTM) est constitué de ceux de[55] :
  - la Communauté métropolitaine de Montréal (CMM)
  - la communauté Mohawk de Kahnawake
  - la Ville de Saint-Jérôme
- La Communauté métropolitaine de Montréal (CMM) regroupe 82 municipalités sur un territoire de plus de 4 374 km2[56]
  - 4 millions d’habitants, soit près de la moitié de la population du Québec.
  - 570 millions de déplacements annuels en transport collectif.
  - 4 lignes de métro qui couvrent 71 km et desservent 68 stations.
  - 6 lignes de train.
  - Plus de 300 km de voies réservées[57].
  - Plus de 600 lignes d’autobus dont 224 appartenant au réseau bus de la STM.
    - Composé des 2 000 autobus, le réseau autobus de la STM couvre l’île de Montréal, soit un territoire de près de 500 km2[58].

## Autorité désignée
Tel qu’édicté à l’article 107 de Loi sur la police, le ministre de la Sécurité Publique du Québec peut nommer des constables spéciaux sous son autorité ou sous toute autre autorité qu’il indique. Les constables de la STM exercent leurs fonctions sous l’autorité du Directeur de la Direction Sûreté et contrôle:

### Jocelyn Latulippe
Jocelyn Latulippe a rejoint la Direction Sûreté et contrôle de la STM en décembre 2019 et agit depuis à titre de Directeur de la nouvelle appellation, soit la Direction Sûreté et sécurité incendie (DSSI).
Celui-ci provient de la Sûreté du Québec (SQ) qu'il a quitté au rang de Directeur général adjoint responsable de la Grande fonction des enquêtes criminelles après avoir gravi de multiples échelons à partir du rôle de patrouilleur en passant par les enquêtes criminelles, le crime organisé et les crimes majeurs.
Durant sa carrière à la SQ, il a dirigé de nombreux dossiers et projets en enquêtes criminelles, des activités de soutien technique, de renseignement et de protection des personnalités gouvernementales sans compter la direction de multiples opérations d’envergure provinciale.
Il était le grand responsable des enquêtes et de la sécurité intérieure et a quitté son poste en 2015 après 28 ans de service.
Il s’est ensuite spécialisé en matière de sûreté des transports en prenant le rôle de directeur adjoint du Service de Police du Canadien National (SPCN) et en devenant le responsable des opérations de l’Amérique du Nord.
Jocelyn Latulippe est Officier de l'Ordre du mérite des corps policiers (OOM). Le grade d’Officier de l’Ordre du mérite des corps policiers reconnaît des services méritoires exceptionnels rendus dans l’exercice de fonctions comportant des responsabilités au cours d’une période prolongée, habituellement sur la scène régionale ou provinciale. Cette distinction est administrée par la Chancellerie des distinctions honorifiques à Rideau Hall.

## Direction Sûreté et sécurité incendie
La direction Sûreté et sécurité incendie est responsable de soutenir l’ensemble de la STM en matière de gestion des risques et menaces de sûreté, de la fluidité des réseaux, de sentiment de sécurité des clients et employés, de la protection de l’intégrité des revenus, de l’application des règlements de la sécurité incendie, de la coordination des mesures d’urgences et de la résilience organisationnelle de la STM.
Sous la direction de Jocelyn Latulippe, les constables de la STM sont épaulés par une équipe d’enquêteurs, plusieurs officiers cadres aux rangs de lieutenant, capitaine, inspecteur-chef (Surintendant) et cadres civils, tels que:

### Pascal Côté, Surintendant – Sûreté des réseaux
Ancien Inspecteur aux Enquêtes Criminelles du SPVM, Pascal Côté a rejoint la direction Sûreté et contrôle en mai 2022.
Au cours de ses 29 ans de carrière au SPVM, il a géré des équipes de travail à titre de superviseur et de gestionnaire pendant 18 ans.
Nommé Officier de direction en 2016, il a été Commandant de diverses unités d'enquête (Enquêtes Criminelles | Crimes Majeurs) pour ensuite accéder au grade d'Inspecteur (Service des Enquêtes Criminelles).
En 2019, il a été affecté au Service du renseignement criminel du Québec (SRCQ) où il a agi à titre de coordonnateur provincial. C'est dans ce contexte qu’il a eu à transiger avec les membres des 30 corps de police au Québec, en instaurant un esprit de partage, de coopération et d'entraide.
En 2021, il dévient également instructeur en enquête à l’École nationale de police du Québec (ÉNPQ).
Pascal Côté a reçu la Médaille de la police pour services distingués. Cette distinction fut créée le 12 août 1983 pour reconnaître les agents de police qui ont servi de manière exemplaire, ont eu une conduite irréprochable et effectué leur travail avec zèle et efficacité.

### Josiane Simon, Chef de division – Mesures d’urgence
Présidente fondatrice de Multi Risques International, Josiane Simon a soutenu diverses organisations dans tous les aspects relatifs à la gestion des risques exceptionnels. Durant sa carrière, elle a accompagné plus d’une vingtaine de comités de travail à l’échelle stratégique et opérationnelle, et ce, dans des domaines très variés (municipal, gouvernemental, énergie, finances, transport, etc.).
Spécialisée dans l’élaboration de processus visant à réduire la probabilité d’occurrence de situations indésirables, elle a procédé à la mise en place de systèmes simples de gestion de crises en réponse à des enjeux complexes.
En plus d'un cursus de formations professionnelles spécifiques à la gestion des risques, elle a obtenu les désignations de "Canadian Risk Manager, CRM", du "Global Risk Management Institute (GRMI)" basé à New York, et ABCP de DRI Canada.
Josiane Simon a rejoint la Direction Sûreté et contrôle en octobre 2022,.

## Formation et sélection
Tous les constables de la STM sont diplômés de l’École nationale de police du Québec (ENPQ).
Depuis 2011, la formation initiale est assurée paritairement avec la Direction de la Formation en Sécurité Publique (DFSP) de l’École Nationale de Police du Québec (ENPQ). La DFSP offre des services pour le développement, la révision et la diffusion de programmes ou d’activités de formation qui tiennent compte de leur réalité professionnelle.
La Direction de la formation en sécurité publique (DFSP) permet à l’École nationale de police du Québec (ENPQ) de desservir des clientèles en sécurité publique dans des domaines de compétences similaires aux tâches que l’on retrouve dans le milieu policier.
Afin d’être nommé constable spécial, tous les candidats doivent réussir une formation 13 semaines et doivent satisfaire aux conditions et exigences et tels que mentionnées à l’article 115 de la Loi sur la police :
- 1° être citoyen canadien;
- 2° être de bonnes mœurs;
- 3° ne pas avoir été reconnu coupable, en quelque lieu que ce soit, d’un acte ou d’une omission que le Code criminel (Lois révisées du Canada (1985), chapitre C-46) décrit comme une infraction, ni d’une des infractions visées à l’article 183 de ce Code, créées par l’une des lois qui y sont énumérées;

Tous les candidats doivent répondre à des critères de sélection précis et doivent également se soumettre à une enquête de filtrage de sécurité de Niveau 2, réalisée par la Sûreté du Québec (SQ), afin de prouver leur intégrité et leur probité ainsi que l’absence de toute condamnation en matière criminelle.
Tous les candidats doivent également réussir le test d’aptitudes physiques (TAP) ESAP-ENPQ (Épreuve standardisée d'aptitudes physiques - École nationale de police du Québec). Il s’agit du même test que celui du programme de formation initiale en patrouille-gendarmerie (PFIPG) qui a pour objectif de préparer l’aspirant policier à intervenir adéquatement et efficacement dans le contexte des opérations policières.

## Véhicules d’urgence
Les constables de la STM répondent quotidiennement à des appels d’urgence.
Leurs 40 véhicules sont donc reconnus comme des véhicules d'urgence munis de gyrophares, des feux clignotants et de sirènes. Un certificat de reconnaissance est délivré par la Société de l'assurance automobile du Québec (SAAQ). Tous les constables doivent donc avoir un permis de conduire de la classe 4A (Véhicule d'urgence).
La SAAQ précise que divers véhicules peuvent être reconnus comme véhicules d'urgence s'ils sont utilisés pour :
- maintenir la paix, l'ordre et la sécurité publique, prévenir le crime et les infractions aux lois du Québec ou du Canada ou en rechercher les auteurs, soit:
  - par un agent de la paix fédéral ou provincial dont les fonctions requièrent l'utilisation d'un véhicule reconnu comme véhicule d'urgence.
  - par un constable spécial qui a pour mission de maintenir la paix, l'ordre et la sécurité publique.

Les techniques de conduite d'un véhicule de patrouille et la conduite de véhicule d’urgence en situation hivernale sont enseignées aux futurs constables spéciaux de la STM, de même que la conduite automobile en déplacement urbain.

## Spécialisation
Certains constables spéciaux de la STM ont choisi de remplir leur mission à travers diverses spécialisations.

### Répartiteur
Sous la direction du Chef Contrôleur, les répartiteurs du Centre Opérationnel de Sûreté et Contrôle (COSC) travaillent dans la salle de contrôle, centre névralgique de toutes les activités du métro de Montréal.Ils reçoivent et évaluent les appels. Ils soutiennent les demandeurs selon les situations et administrent les appels. Ils assurent l’attribution des ressources, le déploiement des véhicules et optimisent la couverture territoriale en répartissant les ressources sur le terrain, tout en tenant compte de la priorité des appels et de la localisation géographique. Ils répartissent les appels d’urgence sur les territoires desservis dans un contexte très réglementé.
Reconnus comme intervenant d’urgence par le Centre d’urgence 911 de la Ville de Montréal, ils reçoivent une formation spécifique et certifiée, de 3 semaines, de répartiteur en centre d’appels d’urgence en partenariat avec le Collège Montmorency,.

### Préventionniste
Plus connu sous le nom d'agent sociocommunautaire, le préventionniste est une personne-ressource dans les relations communautaires. Il développe des relations de partenariat avec les organismes communautaires et diverses institutions. Il réalise des programmes de prévention, rencontre les nouveaux arrivants et des étudiants afin de leur partager des conseils de sécurité et de prévention. Les préventionnistes participent également à des opérations de prévention et sensibilisation auprès du public en collaboration avec plusieurs organismes de sécurité publique et différents services de police,.

### ÉMIC
Les patrouilles mixtes de l'ÉMIC (Équipe métro d’intervention et de concertation) sont composées d’un agent du SPVM, d’un constable de la STM et d’un intervenant de la SDS(Société de Développement Social). Cette équipe spécialisée, innovante et humaniste, agit en complémentarité des équipes multidisciplinaires déjà en place en offrant un service de deuxième ligne qui traite des cas les plus problématiques et récurrents du réseau en développant des solutions durables.
Ils soutiennent la première ligne d’intervenants et assurent une cohérence au niveau des interventions avec les personnes en situation d’itinérance en effectuant le lien, avec les partenaires internes et externes, dans une approche optimale de résolution de problèmes.
En 2021, l’équipe métro d’intervention et de concertation (ÉMIC) a effectué 922 interventions. Grâce à eux, plusieurs personnes vulnérables ont ainsi été prises en charge et reçoivent désormais les soins appropriés à leur situation.
Depuis sa création en novembre 2020 et jusqu'au mois de mars 2023, l'ÉMIC a réalisé plus de 3000 interventions dans le réseau de la STM.

## Inspecteur STM
Le statut d’inspecteur provient de l’article 140 de la Loi sur les sociétés de transport en commun (RLRQ c S-30.01).
Un inspecteur est habilité par le Code de procédure pénale à agir comme une personne chargée de l’application de la Loi.
En effet, étant chargé dans une loi, de l’application de cette loi, l’article 87 du Code de procédure pénale défini un inspecteur comme une personne chargée de l’application de la Loi. Les inspecteurs possèdent donc des pouvoirs d’agent de la paix en matière d’identification des contrevenants aux divers règlements.
En 1985, l'article 306.49 de la Loi sur la Communauté urbaine de Montréal (C-37.2) donne des pouvoirs aux agents de la STM de l'époque. À la suite de jurisprudences en 1986, les agents de la STM ont été reconnus comme « Fonctionnaires Publics » au sens du Code criminel.
Cela impliquait notamment l’article 129 du Code criminel (L.R.C., ch. C-46): L’infraction de volontairement entraver un fonctionnaire public ou un agent de la paix, dans l’exécution de ses fonctions, est portée lors d’une intervention policière au cours de laquelle un individu s’en prend aux agents verbalement ou physiquement, résiste à son arrestation ou entrave leur travail d’une quelconque manière. Une entrave peut être le simple fait de ne pas s’identifier lorsque légalement requis de le faire, ou d’intervenir au cours de l’arrestation d’une personne. Il s’agit d’une infraction passible d’un emprisonnement maximal de 2 ans par acte criminel.
Les inspecteurs de la STM avaient donc un triple statut légal :
- Inspecteur (Loi sur les sociétés de transport en commun)
- Personne chargée de l’application de la Loi (Code de procédure pénale)
- Fonctionnaire Public (Code criminel)

Méconnu au Québec, ce statut existe pourtant depuis 2001 via la Loi sur les sociétés de transport en commun. En 2023, il existe encore une trentaine d’inspecteurs chez EXO, organisme public de transport en commun Québécois.
Le statut légal des inspecteurs, à titre de personnes chargées de l'application de la Loi, limite leurs pouvoirs d'intervention concernant les actes criminels, les accès aux banques de données (réservés aux agents de la paix) et lors d’interventions auprès de personnes en fugue ou en situation de détresse.

## Fraternité des constables et agents de la paix de la STM
Constitué en 1967 à la suite de la première assermentation des agents du métro au titre de constable spécial, ce syndicat défend depuis lors les intérêts professionnels et économiques de ses membres.
Hormis les cadres et gestionnaires, tous les constables spéciaux de la Société de transport de Montréal sont membres du syndicat. Ils sont représentés par la Fraternité des constables et agents de la paix de la STM (FCAP-STM) sous la présidence actuelle de Kévin Grenier. Agissant pour la défense d'intérêts communs, la Fraternité représente aujourd’hui plus de 150 membres qui constitue un corps d’agents de la paix considérable. En effet, à titre comparatif, il se place, en termes d’effectifs, devant 19 autres corps de police municipaux sur les 30 que compte la Province de Québec.
La Fraternité des constables et agents de la paix de la STM est affiliée à la FEESP-CSN dans le secteur sécurité du public.
Le secteur sécurité du public représente, à la FEESP-CSN, les syndicats ayant pour principale mission la protection du public. Il est donc composé de syndicats d’agents de la paix, de pompiers, d’acteurs dans la sécurité des usagers du transport en commun, de répartiteurs d’urgence, etc., regroupant 3 500 membres.

## Distinctions, prix et reconnaissance

### 2022
- Prix - Reconnaissance « Distinction offerte à l’Évolution des services de la Sûreté et contrôle STM »[110].
  - Décerné par : Association du Transport urbain au Québec (ATUQ)
- Bus Safety and Security Excellence Awards / Safety Excellence Awards Gold Winner[111].
  - Décerné par : American Public Transportation Association (APTA)

### 2021
- Prix d’excellence Intersection pour l'équipe métro d’intervention et de concertation – ÉMIC[112].
  - Décerné par : Réseau Intersection (remis à des organisations policières afin de souligner l’excellence de leurs initiatives, projets ou programmes).
- Prix leadership des organisations – Sûreté et sécurité: ÉMIC[113]
  - Décerné par : Association Canadienne du Transport Urbain (ACTU) / Canadian Urban Transit Association (CUTA)
- Rail Awards – Gold / Rail Security (Light Rail/Street Car) pour le Plan hivernal 2020[114]
  - Décerné par : American Public Transportation Association (APTA)[115]
- Bus and Rail Safety & Security Excellence Award / Rail Gold Winners – Heavy Rail
  - Décerné par : American Public Transportation Association (APTA)[116]

### 2015
- « Certificate of Merit for Security » en reconnaissance du programme de formation initiale développé conjointement avec l’École nationale de police du Québec (ENPQ)[117].
  - Décerné par : American Public Transportation Association (APTA)

### 2014
- Prix Or en matière de sécurité pour son pôle de services en itinérance[118].
  - Décerné par : American Public Transportation Association (APTA)
- Prix Novae de l’Entreprise citoyenne / Catégorie Relations Communautaires pour le pôle de services en itinérance[119].
  - Décerné par : Novae / Entreprise sociale québécoise[120]
- Prix Leadership des entreprises – catégorie « Sûreté et sécurité » au Pôle de services en itinérance[121]
  - Décerné par : Association Canadienne du Transport Urbain (ACTU) / Canadian Urban Transit Association (CUTA)

### 2013
- Gold Award for Security / Bus safety & security excellence awards[122]
  - Décerné par : American Public Transportation Association (APTA)